# LH41-1042
ال اتش 41-1042 بالإنجليزية LH41-1042 هو أحد نجوم وولف-رايت ويقع في سحابة ماجلان الكبري (LMC). إنه نجم نادر للغاية في تسلسل الأوكسجين لنجوم وولف -رايت، وهو يعد ثاني نجم تم اكتشافه في في سحابة ماجلان الكبري LMC ويعد واحد من ثلاثة نجوم فقط تم العثور عليه حتى الآن في هذه السحابة.
تم التعرف على النجم خلال عام 2012 أثناء التحقيق من وجود النجم اثناء اكتشاف الارتباط النجمي LH41 المعروف أيضا باسم NGC 1910، وذلك باستخدام واحدة مكونة من 6.5 متر بواسطة تلسكوبات ماجلان في مرصد كمباناس فيغاس في دولة شيلي.
يقع نجم LH 41-1042 في التجمع النجمي LH 41 الذي يسمي بـ (NGC 1910) التي تحتوي على اثنين من النجوم ذات المتغيرات زرقاء مضيئة وإس أبو سيف وار 85 ونجم WN5 BAT99-27، وآخر من نجوم WO الذي هو نجم LMC195-1 . نجوم WO هما فقط 9 " نجوم على حدة. تصنف النجوم WO على أساس انبعاث O VI في 381.1-383.4 نانومتر، وهذا ضعيف أو غائب في نجوم وولف رايت الأخرى. تُعرَّف الفئة الفرعية وولف رايت 4 بأنها تشتمل على نسبة شدة انبعاث O VI إلى O V بين 0.5 و 1.8. في النجم الجديد، كانت نسبة نقاط القوة هذه 0.7.
حيث لديه ارتفاع في درجة الحرارة والإضاءة عالية من LH 41-1042 تنتج رياح ممتاز تسافر بسرعة تصل الي 3500 كم / ثانية والنجم يخسر كتلة حوالي مليار مرة أسرع من الشمس. تشير التقديرات إلى أنه استنفدت الهليوم الأساسي ولم يتبق لها سوى 9000 عام قبل أن تنفجر كمستعر اعظم من النوع الأول.